# Space rock
Space rock é um gênero musical do rock caracterizado por estruturas de música soltas e longas, centradas em texturas instrumentais que normalmente produzem um som hipnótico, espacial e de outro mundo. Pode apresentar guitarras distorcidas e carregadas de reverberação, bateria mínima, vocais lânguidos, sintetizadores e temas líricos de espaço sideral, ufologia e ficção científica.
O gênero surgiu no final dos anos 1960 como consequência da psicodelia e bandas de rock progressivo como Pink Floyd, Hawkwind e Gong que exploravam um som "cósmico". Sons semelhantes foram perseguidos no início da década de 1970 na cena kosmische Musik ("música cósmica") da Alemanha Ocidental. Mais tarde, o estilo foi retomado em meados da década de 1980 por Spacemen 3, cujo som "drone pesado" foi declaradamente inspirado e destinado a acomodar o uso de drogas. Na década de 1990, o space rock evoluiu ou foi atrelado a outros estilos como shoegazing, stoner rock, indie rock, rock alternativo e post-rock, com bandas como The Verve, Flying Saucer Attack e Orange Goblin.

## História
O primeiro exemplo do que pode ser chamado de space rock se encontra na década de 1940, em uma música chamada Space Girl, de Ewan MacColl e Peggy Seeger, feita para um programa de rádio da BBC chamado You're Only Young Once. A música parodiava vários temas de ficção cientifica da época. Outros músicos, posteriormente, viriam a repetir a tentativa de unir sonoridades espaciais com música pop, como Sheb Wooley (Purple People Eater, em 1950), Joe Meek and the Blue Men (I Hear a New World, em 1960) e The Tornados (Telstar, em 1962)
O Space rock propriamente dito emergiu da cena musical psicodélica inglesa do final da década de 1960 e estava bem aproximado do movimento rock progressivo do mesmo período.
Muitos dos primeiros lançamentos do Pink Floyd foram importantes para o desenvolvimento do Space rock. Músicas como Astronomy Domine e Interstellar Overdrive, do disco de estréia The Piper at the Gates of Dawn estavam entre os primeiros exemplos de space rock. Essa faceta da sonoridade da banda se devia principalmente ao interesse do guitarrista, vocalista e principal compositor Syd Barrett. Após sua saída, a banda prosseguiu durante um breve período com experimentos no genêro, em músicas como A Saucerful of Secrets do disco homônimo e Echoes, de Meddle.
Um disco seminal na história do space rock é Space Ritual do Hawkwind, lançado em 1973. Trata-se de um álbum ao vivo duplo anunciado como sendo "88 minutos de lavagem cerebral" documentando a bem sucedida turnê de 1972 do Hawkwind, que contava com efeitos de luzes e lasers, dançarinas nuas (mais notavelmente Stacia, que interpretava a mãe-terra), figurinos exdruxúlos e imagens psicodélicas. Esse show inovador atraiu um grande grupo de usuários de drogas, fãs de ficção cientifíca e motoqueiros. O autor de ficção cientifíca Michael Moorcock colaborou com o Hawkwind em várias ocasiões, tendo, por exemplo, escrito as letras da maioria das partes faladas de Space Ritual.
Entre o fim da década de 1980 e o início da década de 1990, o termo "space rock" passou a ser usado para descrever várias bandas inglesas de rock alternativo como Radiohead, Failure, Blur, Spiritualized, Suede, The Verve, My Bloody Valentine e Oasis, que faziam experimentos vagamente similares aos feitos pelas bandas de space rock. A maioria das bandas originais de space rock, na época, já haviam encerrado suas atividades e tendo seus músicos partido para novas bandas ou novos estilos.

## Exemplos de space rock
- Angels & Airwaves;
- Autolux;
- Ayreon;
- Babylon Zoo-The Boy With The X-Ray Eyes;
- The Byrds - Fifth Dimension;
- Domo;
- Eloy;
- Electric Light Orchestra (ELO);
- Colour Haze;
- The Cooper Temple Clause;
- Gong;
- Hum - You'd Prefer an Astronaut e Downward is Heavenward;
- Hawkwind - Space Ritual;
- Man or Astroman?;
- Mercury Rev;
- Monster Magnet;
- Moody Blues - To Our Children's Children's Children e Long Distance Voyager;
- Muse;
- Ozric Tentacles;
- Pink Floyd - The Piper at the Gates of Dawn, A Saucerful of Secrets, Ummagumma, Meddle;
- Porcupine Tree - The Sky Moves Sideways;
- Peter Schilling - The Different Story (World of Lust and Crime);
- Radiohead;
- Rush;
- The Spacious Mind;
- UFO;
- Spiritualized;
- Tangerine Dream (no final da década de 1970);